# 乌斯季巴列伊市镇
乌斯季巴列伊市镇（俄语：Усть-Балейское муниципальное образование）是俄罗斯联邦伊尔库茨克州伊尔库茨克区所属的一个市镇。其下辖有个居民点，行政中心为佐里诺贝科沃。据2016年统计，该市镇的人口为989人。